# Dietmanns (Gemeinde Bad Traunstein)
Dietmanns ist eine Ortschaft und eine Katastralgemeinde der Gemeinde Bad Traunstein im Bezirk Zwettl in Niederösterreich.

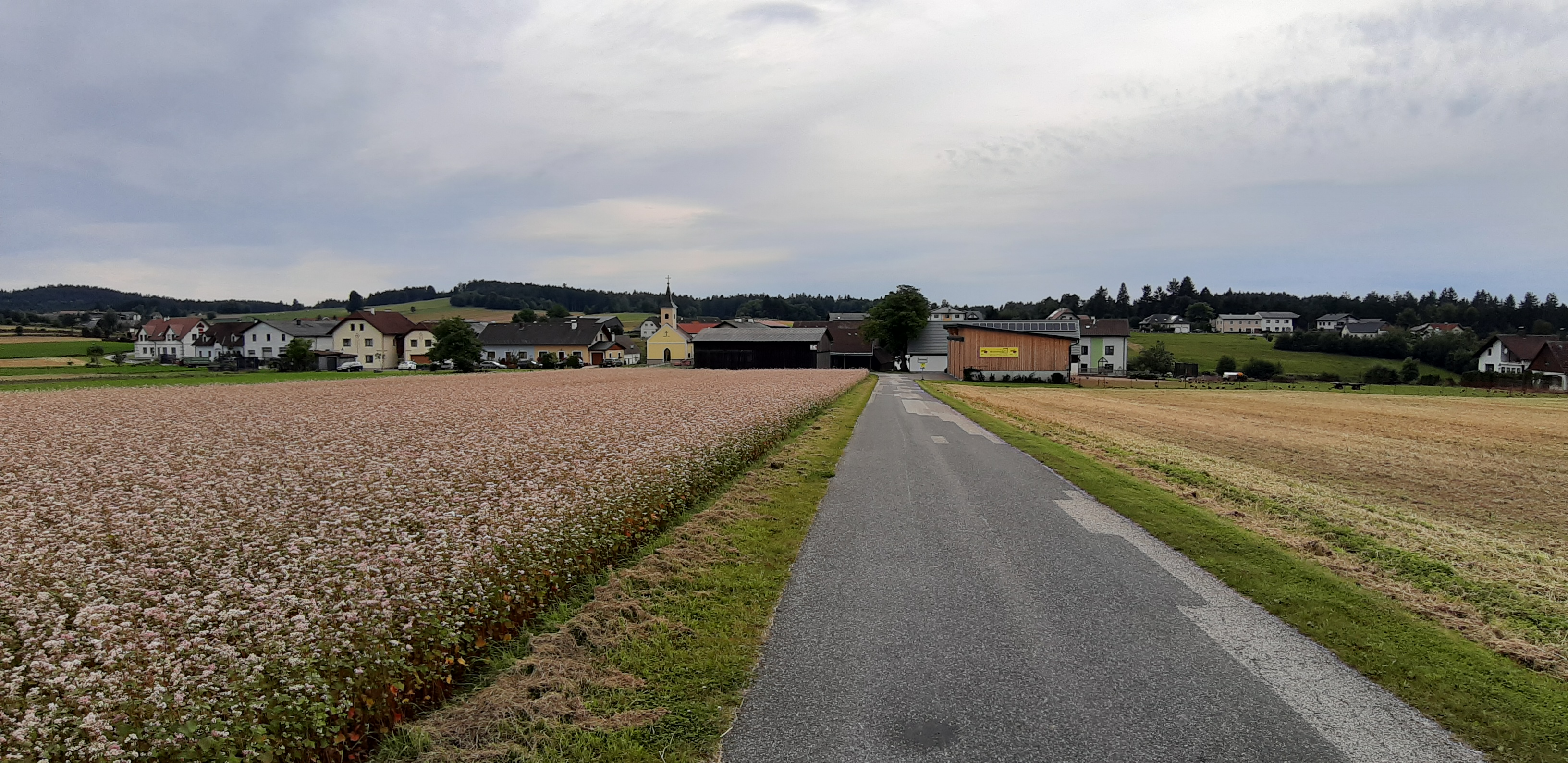
Blick auf den Ort von der Landesstraße aus östlicher Richtung gesehen

## Geografie
Die Rotte befindet sich nördlich von Bad Traunstein an der Landesstraße L7174 und wird vom Dietmannser Bach durchflossen. Zu Ortschaft zählen auch noch die südlich des Ortes an der Straße nach Pfaffings liegenden Einzelhöfe Kornhof und Mitterlinghof.

## Siedlungsentwicklung
Zum Jahreswechsel 1979/1980 befanden sich in der Katastralgemeinde Dietmanns insgesamt 27 Bauflächen mit 11.169 m² und 8 Gärten auf 858 m², 1989/1990 gab es 26 Bauflächen. 1999/2000 war die Zahl der Bauflächen auf 85 angewachsen und 2009/2010 bestanden 61 Gebäude auf 102 Bauflächen.

## Geschichte
Der Ort wird 1371 zum ersten Mal schriftlich als Dietmars erwähnt, bis 1850 lag das Landgericht und die Obrigkreit bei der Herrschaft Ottenschlag. Die Betkapelle im Ort wurde 1893 geweiht.
Im Jahr 1822 wurde der Ort als Dorf mit 10 Häusern genannt, das nach Traunstein eingepfarrt war, wohin auch die Kinder eingeschult wurden. Die Herrschaft Ottenschlag besaß die Ortsobrigkeit, übte die Landgerichtsbarkeit aus und besorgte die Konskription. Die Untertanen und Grundholde des Ortes gehörten den Herrschaften Ottenschlag und Ottenstein. Laut Adressbuch von Österreich waren im Jahr 1938 in Dietmanns ein Viehhändler und einige Landwirte mit Direktvertrieb ansässig.
Nach der Entstehung der Ortsgemeinden 1849 war der Ort eine Katastralgemeinde der Ortsgemeinde Spielberg und wurde mit 1. Jänner 1968 ein Teil der Großgemeinde Traunstein.

## Bodennutzung
Die Katastralgemeinde ist landwirtschaftlich geprägt. 156 Hektar wurden zum Jahreswechsel 1979/1980 landwirtschaftlich genutzt und 72 Hektar waren forstwirtschaftlich geführte Waldflächen. 1999/2000 wurde auf 145 Hektar Landwirtschaft betrieben und 81 Hektar waren als forstwirtschaftlich genutzte Flächen ausgewiesen. Ende 2018 waren 135 Hektar als landwirtschaftliche Flächen genutzt und Forstwirtschaft wurde auf 86 Hektar betrieben. Die durchschnittliche Bodenklimazahl von Dietmanns beträgt 25,5 (Stand 2010).